# Photinia matudai
Photinia matudai är en rosväxtart som beskrevs av Cyrus Longworth Lundell. Photinia matudai ingår i släktet Photinia och familjen rosväxter. Inga underarter finns listade i Catalogue of Life.